# Oude of Pelgrimvaderskerk
De Oude of Pelgrimvaderskerk aan de Aelbrechtskolk 20 is een kerk in Rotterdam-Delfshaven. Het exterieur heeft een karakteristieke voorgevel in régencestijl (1761) en klokkentorentje.
De kerk is als Sint-Antoniuskapel gebouwd in 1417 en maakte deel uit van de parochie Schoonderloo. In 1574 is de kerk in protestantse handen terechtgekomen.
De Oude of Pelgrimvaderskerk dankt haar naam aan de Pilgrim Fathers, die in 1620 vanuit Delfshaven de overtocht naar Amerika begonnen. Er is wel gesuggereerd dat zij voor hun vertrek dienst hebben gehouden in de kerk, maar hier is geen bewijs voor. Henry Martyn Dexter en Morton Dexter noemen deze bewering 'bewezen noch waarschijnlijk'.
In 1761 is de kerk ingrijpend verbouwd. De kerk kreeg zijn huidige voorgevel en werd ook 3,5 meter verhoogd.
De kerk is in 1958 gerestaureerd. Na aankoop door de Stichting Oude Hollandse Kerken is de kerk in de laatste jaren van de vorige eeuw (afronding in 1998) gerestaureerd. Ook het Witte-orgel is toen hersteld. De kerk wordt inmiddels beheerd door een zelfstandige stichting.
De belangrijkste bijzonderheden van de Oude Kerk zijn naast het orgel een 44 klokken tellend carillon, de rijk versierde preekstoel uit de 18de eeuw, het doophek, de glas-in-loodramen en de in oude stijl herstelde tuin.
De belangrijkste gebruiker van de Oude of Pelgrimvaderskerk is nog steeds de Hervormde Gemeente Delfshaven. De kerk wordt ook verhuurd voor niet-kerkelijke activiteiten zoals concerten, lezingen, exposities en privéfeesten.

## Verwijzingen
1. ↑  (en) Bangs, Jeremy Dupertuis (2020). New light on the Old Colony: Plymouth, the Dutch context of toleration, and patterns of Pilgrim commemoration. Brill, Leiden, p. 164. ISBN 978-90-04-42055-7.

Allerheiligst Hart van Jezuskerk ·
Allerheiligste Verlosserkerk ·
Andreaskerk ·
Anglicaanse kerk Rotterdam ·
Arminiuskerk ·
Bergsingelkerk ·
Boezemsingelkerk ·
Bosjeskerk · 
Breepleinkerk ·
Deense Zeemanskerk ·
Engelse Zeemanskerk ·
Franse kerk ·
Grieks-orthodoxe kathedraal van Sint-Nicolaas ·
Grote kerk ·
Hillegondakerk ·
Hoflaankerk ·
Julianakerk ·
HH. Laurentius- en Elisabethkathedraal ·
 Koninginnekerk ·
Lourdeskerk ·
Lutherse kerk ·
Maranathakerk ·
Nieuwe Zuiderkerk ·
Noorse Zeemanskerk ·
Oosterkerk ·
Oude kerk Charlois ·
Oude of Pelgrimvaderskerk ·
Paradijskerk ·
Pauluskerk ·
Petrus' Bandenkerk ·
Putsepleinkerk ·
Russische-orthodoxe kerk Rotterdam ·
St. Mary's Church (Engelse kerk) ·
Schotse Zeemanskerk ·
Sint-Agathaklooster ·
Sint-Hildegardis en Antoniuskerk ·
Sint-Ignatiuskerk ·
Sint-Laurenskerk ·
Sint-Lambertuskerk ·
Sint-Rosaliakerk ·
Stieltjeskerk ·
Synagoge Boompjes ·
Waalse Kerk ·
Westerkerk ·
Wilhelminakerk ·
Zuiderkerk ·
Zweedse Zeemanskerk